# مجرة الشرغوف
مجرة الشرغوف (بالإنجليزية: tadpole galaxy)‏، مجرة حلزونية ضلعية وهي نوع من المجرات الحلزونية التي يتوسطها ضلع أو قضيب من النجوم (أو بالأحرى حوصلتها ضلعية الشكل). ويعتبر نصف عدد المجرات الحلزونية المعروفة مجرات حلزونية ضلعية.
تبعد مجرة الشرغوف بما يقارب 420 مليون سنة ضوئية عن الأرض، وتقع في الجزء الشمالي من كوكبة “التنين”، ويقدر البعد بين قطبيها حوالي 390 الف سنة ضوئية.
لقد حصلت مجرة الشرغوف إسمها وعلى شكلها المميز من خلال تصادمها مع مجرات أخرى صغيرة وكثيفة قبل ملايين السنين، في الصورة لو دققت النظر قليلاً يمكنك مشاهدة نواة هذه المجرات الصغيرة.
تقع نواة المجرة الرئيسية في مركز المجرة، وإلى اليمين منها بحدود 45 درجة تقع النواة الثانية، وبجوارها مجموعتين نجميتين بيضاء لكنها على الرغم من ذلك أكبر من كليهما.
إن ذيل المجرة قد تكون من الانقاض التي خلفتها قوى الجاذبية للمجرات المتصادمة، يبلغ طول الذيل حوالي 280 الف سنة ضوئية ويضم بداخله العديد من التجمعات النجمية الرائعة، كل مجموعة نجمية منها تحتوي ما يربو على 100 الف نجمة، وكل نجمة من هذه النجوم هي أكبر من شمسنا وأكثر حرارة منها بكثير!
ولكي تكتمل المعلومة فأن المجرات الحديثة تبدو كبيرة ومنظمة، بينما المجرات الاثرية تبدو صغيرة الحجم وغير متسقة 

## قوة الجاذبية

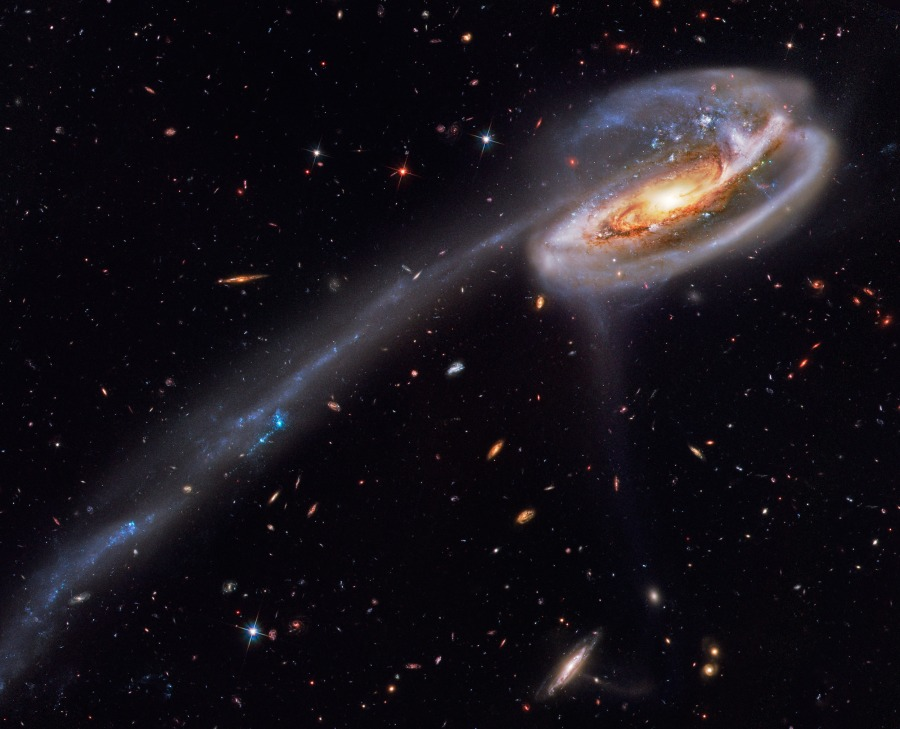
مجرة الشرغوف

أدت قوة الجاذبية الهائلة التي نتجت عن التفاعل المجري إلى نشوء هذا الذيل الطويل والمكون من النجوم والغاز والذي يمتد لأكثر من 280000 سنة ضوئية. يمكننا مشاهدة عدد ضخم من النجوم الشابة الزرقاء والعناقيد النجمية في الأذرع الحلزونية، التي وُلدت جراء التصادم المجري. كما يمكننا رؤية ذيل نجمي مدي طويل. يُمثل كل واحد من هذه العناقيد عملية تشكل لما يقارب مليون نجم، ولون هذه العناقيد أزرق لأنها تحتوي على نجوم فائقة الكتلة وأسخن بعشر مرات من الشمس وأكثر لمعانا منها بمليون مرة. 

## اقرأ أيضاً
- مجموعة مجرات هيكسون
- مجرة دولاب الهواء
- كوكبة التنين
- مسييه 82 مجرة

## وصلات خارجية
- ESA/Hubble Release

1. ↑   http://haroldcorwin.net/rc3/rc39b.csv.gz. اطلع عليه بتاريخ 2018-12-28. {{استشهاد ويب}}: |url= بحاجة لعنوان (مساعدة) والوسيط |title= غير موجود أو فارغ (من ويكي بيانات) (مساعدة)
2. 1 2 3 4 5 6 7 8 9  "NASA/IPAC Extragalactic Database". Results for Tadpole Galaxy. مؤرشف من الأصل في 2011-05-14.
3. ↑  D. Mihalas (1968). Galactic Astronomy. W. H. Freeman. ISBN:9780716703266.
4. ↑  Astronomy Picture of the Day: 2/9/14 - Tadpole Galaxy نسخة محفوظة 23 فبراير 2016 على موقع واي باك مشين.
5. ↑  A 'wallpaper' of distant galaxies is a stunning backdrop for a runaway galaxy | ESA/Hubble نسخة محفوظة 21 يوليو 2017 على موقع واي باك مشين.